# Magna Curia
Magna Curia (latină Curtea Mare) sau Castelul Bethlen se situează în municipiul Deva, la poalele dealului cetații, înspre sud-est, lângă parcul orașului. Este cea mai veche clădire monument istoric ce se păstrează în Deva.

## Istoric
În anul 1582 căpitanul garnizoanei cetății din Deva, Francisc Geszty, construiește pe locația actualului monument o casă. Această casă va fi folosită ca reședință apoi de către Sigismund Báthory, generalul Basta, Ștefan Bocskay, Gabriel Báthory și Gabriel Bethlen.
În 1621 Gabriel Bethlen dispune de transformarea radicală a construcției inițiale, rezultând palatul Magna Curia. Conceput inițial în stil renascentist (sub Gabriel Bethlen), edificiul ajunge la o formă definitivă la începutul secolului al XVIII-lea când i se aduc ultimele modificări. Aceste modificări îi dau înfățișarea barocă păstrată până astăzi.
După unirea Transilvaniei cu România, în anul 1918, Castelul Bethlen a trecut în proprietatea statului român, iar din 1938 în castel a fost amenajat Muzeul de Istorie al județului Hunedoara.  Castelul a fost renovat în ultimii ani, procesul fiind în stadiu de finalizare, continuându-se și cercetările arheologice din curtea acestuia.

## Galerie de imagini

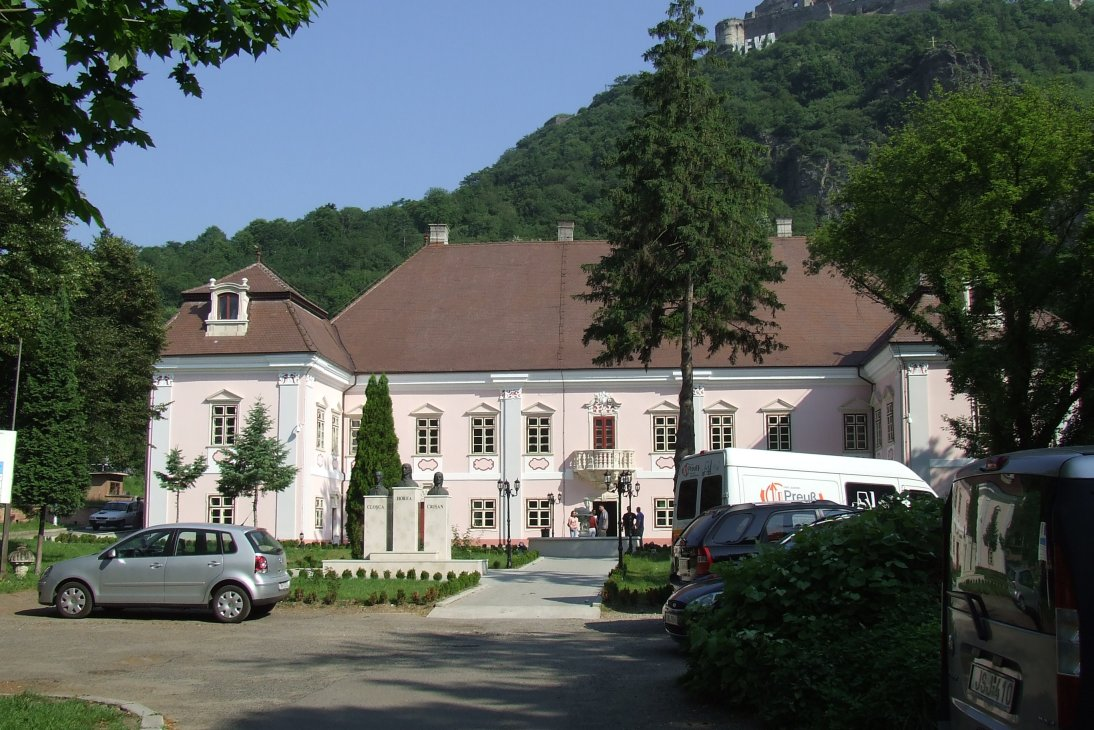
Castelul Magna Curia
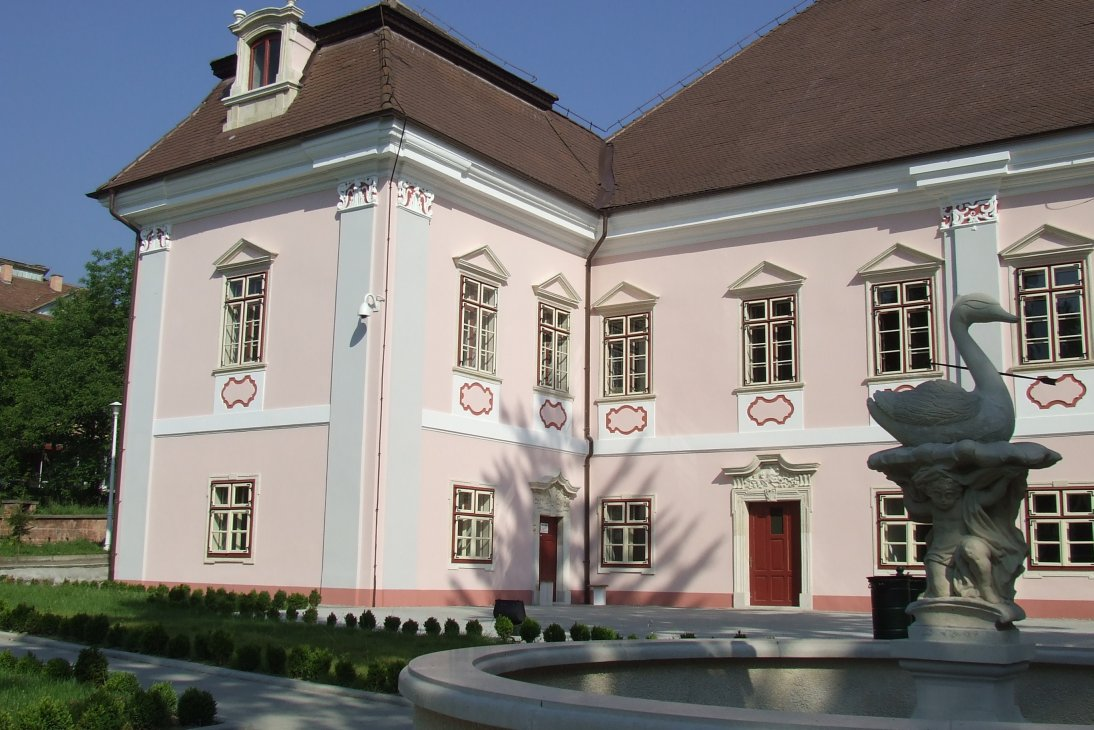
Castelul Magna Curia
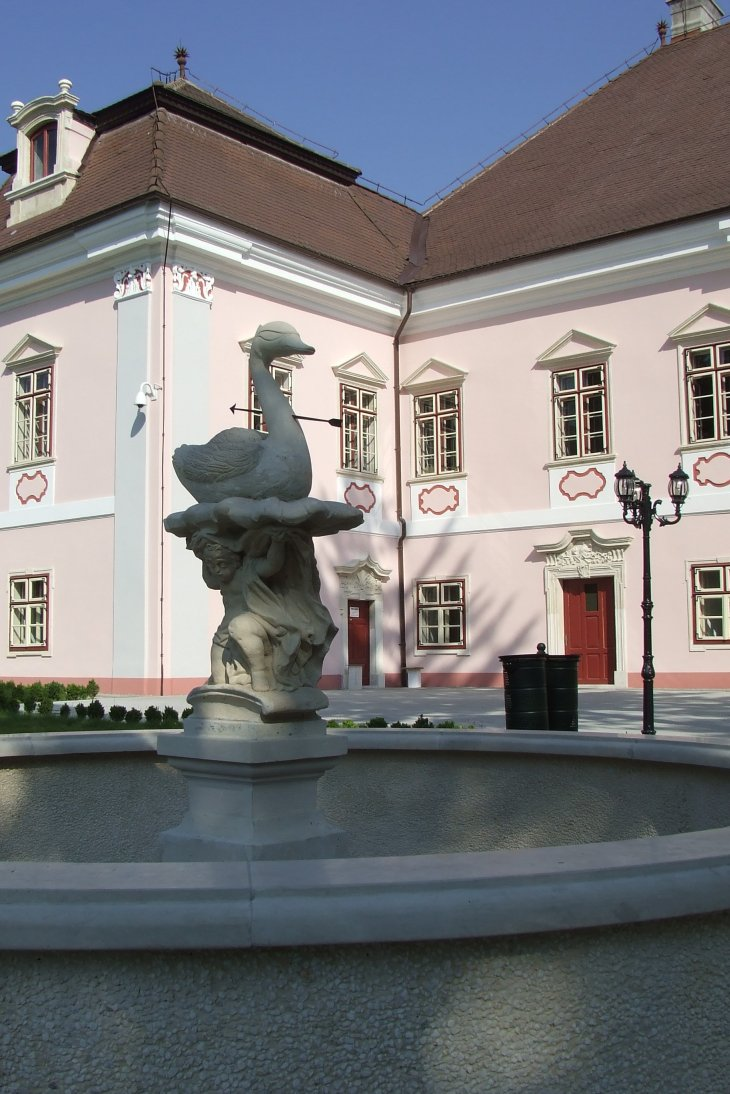
Castelul Magna Curia
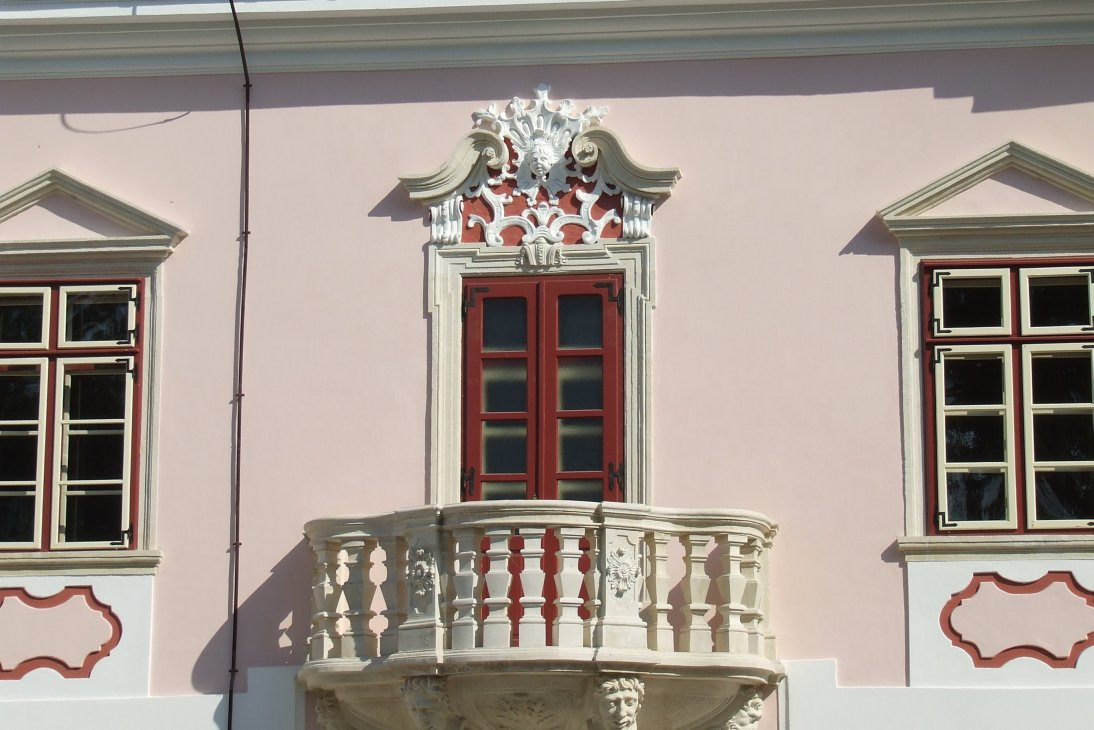
Castelul Magna Curia - detaliu deasupra porții de la intrare
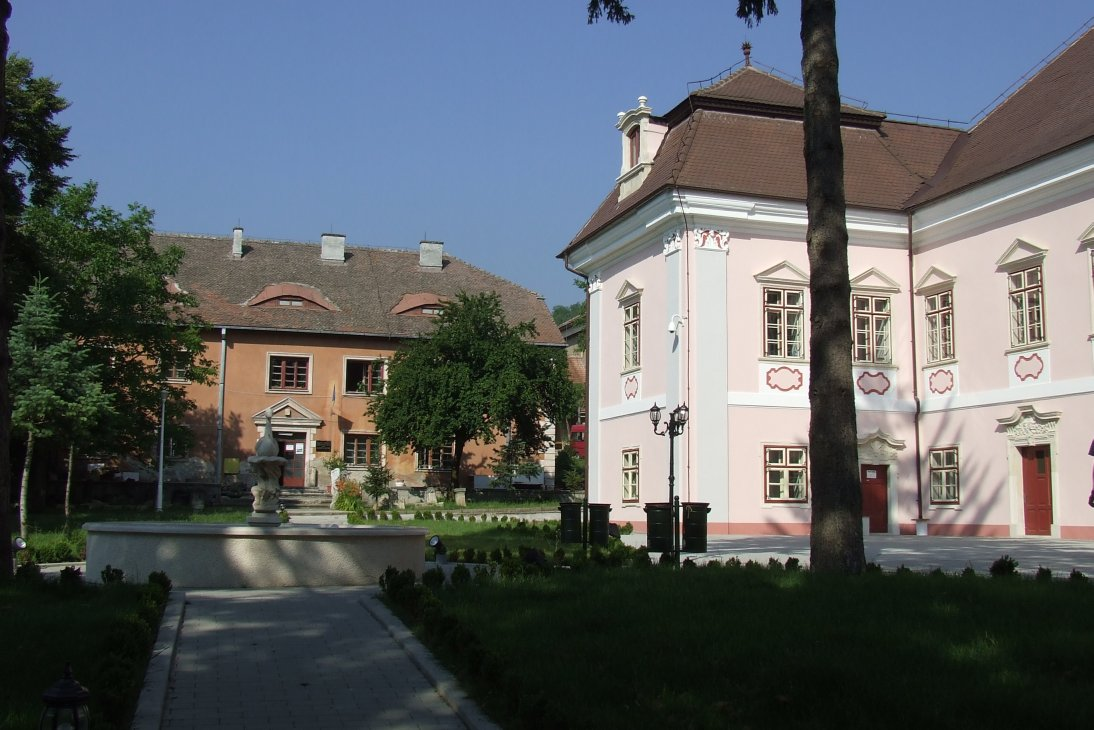
Castelul Magna Curia
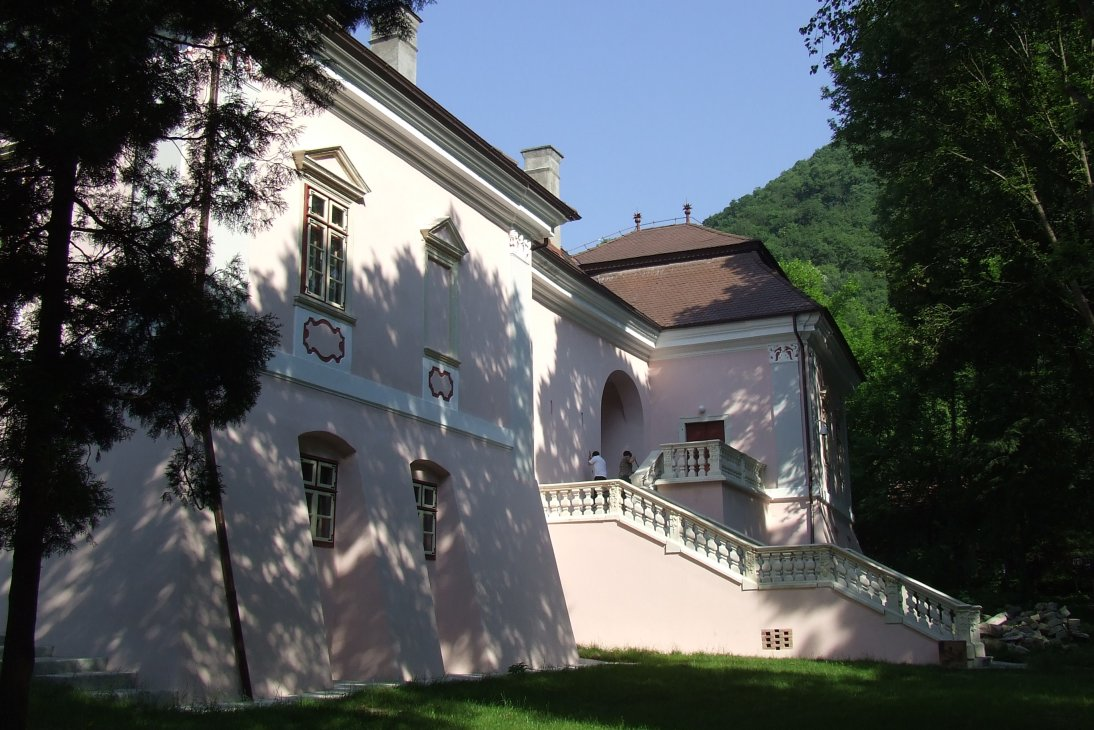
Castelul Magna Curia - aripa dreaptă
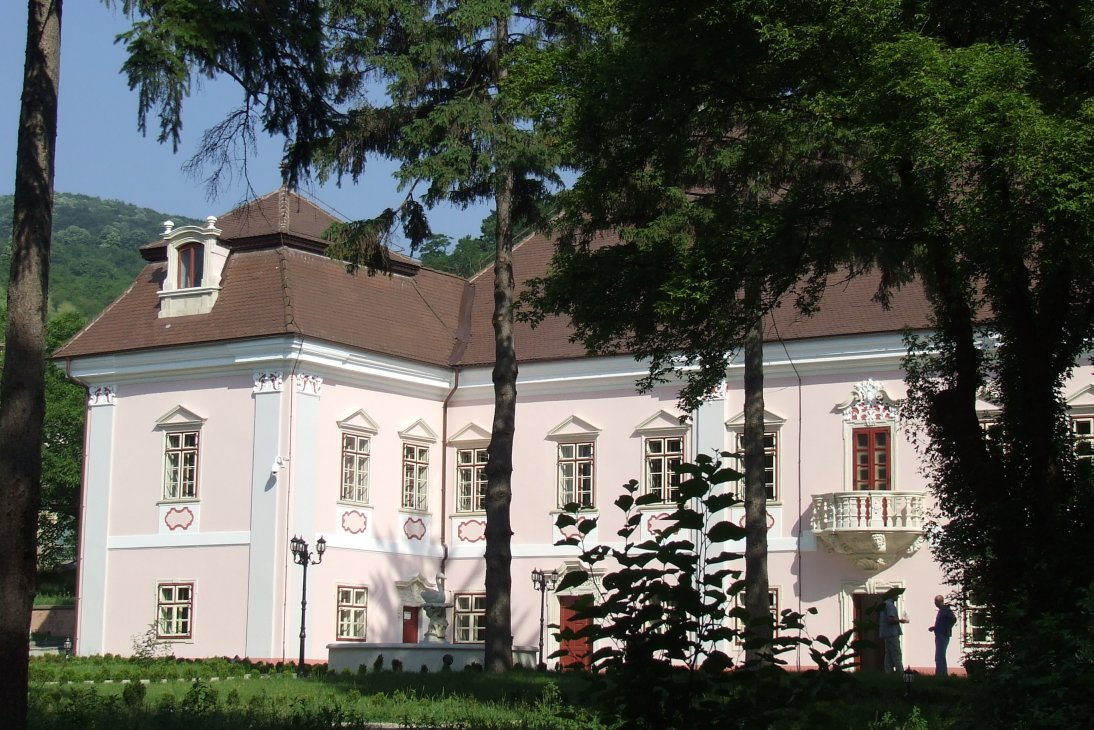
Castelul Magna Curia